# 1649 Fabre
Az 1649 Fabre (ideiglenes jelöléssel 1951 DE) a Naprendszer kisbolygóövében található aszteroida. Louis Boyer fedezte fel 1951. február 27-én, Algírban.